# 国立国会図書館国会分館
国立国会図書館国会分館（こくりつこっかいとしょかんこっかいぶんかん）は、国会議事堂の中にある国立国会図書館東京本館の分館。
国会議事堂4階にある。衆議院と参議院の議場がある国会議事堂の主要部分は地上3階なので、この場所は外から見ると議事堂の中央部で塔の付け根のあたりにある張り出し部分に相当する。この場所は、1936年竣工の議事堂建設時に、衆議院側が衆議院図書館、貴族院側が貴族院図書館に割り当てられたものを受け継いでいる。1948年にこの両院図書館を統合して国会図書館が発足したときはこの場所が本館で、同年に本館は旧赤坂離宮に移転したため、議事堂内の図書館は現在のように分館となった。
利用することができるのは、議院記章の発行を受けていて、議事堂に常時公用で出入りすることのできる国会関係者である（議事堂の見学者は利用できない）。具体的には、国会議員のほか、議員秘書、政党職員、国会職員、国会担当の行政省庁職員などである。とくに議員のためには議員専用の閲覧室があり、議員が調べ物や読書、書き物などに使うことができる。
この図書館は議事堂内に設けられた図書室ではあるが、国会関係者の調査に役立てるための議事資料や学術専門書に加えて、一般書や新聞、雑誌などもあり、相当な規模の蔵書が揃っている。さらに全国から選出される議員のために、全国各地の地方新聞も取り寄せられている。また、注目を受けているニュースの新聞等のスクラップも作成され提供されている。
また、この分館のある4階以上が、両院の関係者の共有エリアとなっている。